# نقطه تعادلی
نقطه تعادلی اصطلاحی در علم اقتصاد، به معنی نقطه ای است که مصرف‌کنندگان قادر به خرید کالای مورد نیاز خود باشند و تولیدکنندگان نیز رغبت تولید داشته باشند. سطح قیمت تعادلی سطحی است که فاصلهٔ بین عرضه و تقاضا از بین برد.